# Vektorquantisierung
Die Vektorquantisierung ist ein Verfahren zur Kompression oder Identifikation von Datensätzen.
Die Datensätze werden in Merkmalsvektoren zusammengefasst. Das Prinzip des Verfahrens besteht darin, diesen Merkmalsvektoren denjenigen Vektor aus einer Tabelle zuzuordnen, der dem betrachteten Merkmalsvektor am ähnlichsten ist. Statt alle Daten des Merkmalsvektors zu speichern, wird nur der Index dieses ähnlichsten Vektors benötigt (siehe auch Datenbankindex).
Die Vektorquantisierung besteht aus zwei Schritten. Im ersten Schritt, dem Training, muss die Tabelle (Codebuch) mit häufig vorkommenden Merkmalsvektoren erstellt werden. Im zweiten Schritt wird für weitere Vektoren jeweils der Codebuchvektor mit dem geringsten Abstand bestimmt. Zur Datenübertragung wird nur der Index des Codebuchvektors benötigt, der auch ein Vektor sein kann, wenn das Codebuch mehrdimensional ist. Der korrespondierende Dekodierer muss über das gleiche Codebuch verfügen und kann dann aus dem Index eine Approximation des ursprünglichen Vektors erzeugen.
Eine weitere Anwendungsmöglichkeit besteht in der Zuordnung von Datensätzen zu bestimmten Mustern analog der Spracherkennung. In diesem Fall wird der Abstand zwischen dem Merkmalsvektor und dem Codebuchvektor benutzt, um zu entscheiden, ob der betrachtete Datensatz einem Muster entspricht.